# Orientales Ecclesias
Orientales Ecclesias è la ventiquattresima enciclica pubblicata da papa Pio XII il 15 dicembre 1952.